# 康科德 (纽约州)
康科德（英語：Concord）是位于美国纽约州伊利县的一个镇，地处伊利县南端。2010年美国人口普查时，该镇有8494人。康科德镇建于1812年，其名称为早期从新英格兰来此的移民所起，取自马萨诸塞州的康科德。